# グアノシン二リン酸
グアノシン二リン酸（グアノシンにリンさん、英: guanosine diphosphate、GDP）は、ヌクレオチド二リン酸の一種である。これは、ヌクレオシドのグアノシンとピロリン酸のエステルである。GDPは、ピロリン酸基、五炭糖のリボース、および核酸塩基のグアニンから構成される。
GDPは、GTPアーゼ（例: シグナル伝達に関与するGタンパク質）によってGTPが脱リン酸化されて生成する。 
生化学的にはGDPは、ピルビン酸キナーゼやホスホエノールピルビン酸の助けにより、GTPに変換される。 